# Liolaemus tacnae
Liolaemus tacnae — вид ігуаноподібних ящірок родини Liolaemidae. Ендемік Перу.

## Поширення і екологія
Liolaemus tacnae мешкають в Перуанських Андах, в регіонах Такна, Мокеґуа і Арекіпа. Вони живуть на високогірних луках пуна, порослих чагарниковими, на висоті від 2911 до 4500 м над рівнем моря. У 2021 році на горі Чачані цей вид був зафіксований на висоті 6057 м над рівнем моря, що є рекордом серед усіх плазунів світу.

## Збереження
МСОП класифікує стан збереження цього виду як близький до загрозливого. Liolaemus tacnae загрожує знищення природного середовища і зміни клімату.